# Rationalité limitée
La rationalité limitée (bounded rationality en version originale) est l'idée selon laquelle la capacité de décision d'un individu est altérée par un ensemble de contraintes comme le manque d'information, des biais cognitifs ou encore le manque de temps. Dans cette optique, les décideurs ont tendance à choisir des solutions satisfaisantes plutôt qu'optimales. Le concept a été initialement théorisé par Herbert Simon et utilisé en sociologie, en psychologie, en microéconomie ou encore en philosophie politique (par exemple chez Jon Elster).
On s'écarte de l'un des postulats premiers de la microéconomie et/ou de la théorie du choix rationnel, qui veulent que l'acteur soit pleinement rationnel concernant la situation envisagée. Gerd Gigerenzer a toutefois souligné que pour Simon, la rationalité limitée n'était pas moins bonne qu'une rationalité complète. Au contraire, elle répond selon lui aux exigences de la situation, dans laquelle nos capacités de calcul sont limitées : c'est le caractère limité de la rationalité qui permet, in fine, le choix, et donc la possibilité d'agir à bon escient et à temps. Tout cela est permis notamment par les heuristiques de jugement, développées par Amos Tversky et le Nobel d'économie Daniel Kahneman.
Cependant, certaines situations spécifiques requièrent l'utilisation de modèles classiques (donc mathématiques) dans le but de prendre une décision optimale. En ce sens, certains auteurs (notamment Edward Tsang) estiment que l'utilisation de modèles informatiques et le recours à l'intelligence artificielle permettraient de rationaliser la prise de décision et de passer outre aux biais cognitifs.
Par conséquent, la théorie du choix rationnel et celle de la rationalité limitée seraient complémentaires.

## Rappel des théories néo-classiques
Les théories néoclassiques définissent un acteur (homo economicus) comme étant parfaitement rationnel dans sa prise de décision, qui se fait après une période de réflexion poussée, et non par hasard. L'individu cherche à maximiser son utilité et son profit, afin de répondre à un besoin. Profitant d'une information complète et pertinente, à laquelle il a accès sans restrictions, il peut ainsi prendre des décisions optimales. Cette théorie est intéressante car elle suggère que les choix de l'acteur peuvent être analysés et anticipés, ce qui constitue une opportunité par exemple en marketing, ou dans la recherche et développement. La prise de décision se rapproche donc d'une modélisation de phénomènes du domaine de la physique.

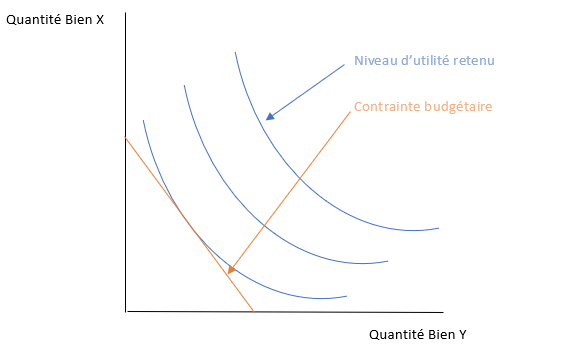
Graphique d'utilité retenue (en fonction d'une contrainte budgétaire)

Certains auteurs (Walras, Jevons, Menger) se sont d'ailleurs intéressés à la modélisation mathématique du niveau de satisfaction retenu à la suite de la consommation d'un bien. Cette fonction, dite d'utilité, cherche à rationaliser la prise de décision et d'estimer l'impact qu'elle aura sur notre niveau d'utilité. Elle attribue donc un montant de satisfaction à un choix de consommation. C'est pourquoi, les courbes d'indifférence présentent, pour un niveau d'utilité constant, les différentes combinaisons de biens X et Y possibles. En d'autres termes, notre utilité dépend de la consommation d'un panier de bien et pour ce panier on attribue un niveau d'utilité. Chaque coordonnée de la courbe d'indifférence correspond à ce niveau d'utilité. Cette utilité est cardinale. Si le panier évolue et modifie le niveau d'utilité, c'est toute la courbe qui se déplace.
Exemple :
Posons X=2Y et un niveau d'utilité de 10 pour un panier (2;4). Si on se débarrasse d'un X mais que l'on tient à maintenir un niveau d'utilité constant, il faut récupérer 2Y. Ce rapport de valeur attribué à un bien par rapport à un autre est ce qu'on appelle un TMS (Taux marginal de substitution). Ce taux correspond donc à la dérivée de notre courbe d'indifférence.

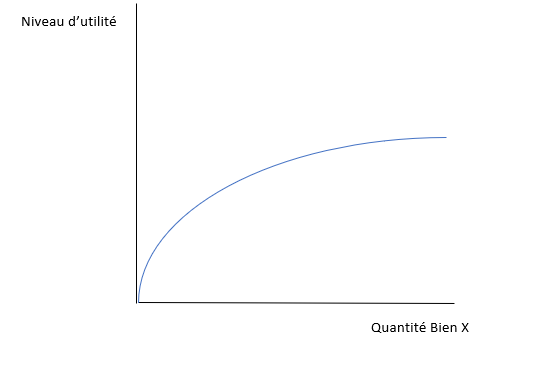
Graphique d'utilité en fonction d'un bien

Pour finir, la fonction d'utilité est concave. Par conséquent, plus on consomme un bien X et moins on en retire de la satisfaction. Les auteurs parlent de décroissance de l'utilité marginale (Um). Le niveau optimal de consommation est donc atteint en Um=Cm, à savoir lorsque l'utilité marginale est égale au coût requis pour consommer une unité de bien en plus (coût marginal). Sur le graphique, cet optimum est atteint lorsque la Courbe d'indifférence est tangente à la contrainte budgétaire. Cette modélisation permet donc d'optimiser notre niveau de satisfaction sous contraintes.
Cette théorie a été critiquée, notamment par Vilfredo Pareto qui préfère parler d'utilité ordinale. D'après lui, l'attribution d'un niveau de satisfaction est trop complexe et peu réaliste. A l'inverse, classer les choix de consommation semble plus facile dans la mesure où le niveau de satisfaction est relatif. Si je préfère A à B et B à C, alors je préfère A à C.
On comprend vite que ces théories ont des limites et vont nourrir de nouveaux courants notamment autour de la rationalité limitée.

## Définition du concept

### Origines
Face aux théories néoclassiques et à ses limites, Herbert Simon, dans son Models of Man, s'intéresse au processus décisionnel de l'individu, qu'il décompose en trois phases :
- La perception et l'identification du problème ;
- La conception des solutions ;
- La sélection de la meilleure solution.

Toujours selon Simon, une décision peut être programmable ou non-programmable. La première est répétitive et ne nécessite pas de réajustement. La seconde quant à elle est exceptionnelle ; l'individu prend cette décision à un instant donné et ce choix ne sera pas ré-applicable en tant que tel, car les conditions ne seront pas nécessairement les mêmes.
En mettant en lien les trois phases de la décision et les théories néoclassiques, Simon explique que l'individu ne peut pas être amené à prendre une décision parfaitement rationnelle, car l'information n'est jamais complète, à cause de son processus d'obtention qui peut se révéler trop complexe ou trop long. L'identification du problème n'est donc pas optimale : pour reprendre la décision non-programmable présentée précédemment, si l'individu fait face à une situation exceptionnelle, il n'a pas pu l'anticiper et ne maîtrise donc pas son environnement. De plus, les biais cognitifs jouent le rôle de perturbateurs dans la conception des solutions, et l'optimum tel que défini par les théories néoclassiques peut ne pas être pris en considération par l'individu. Dans cette optique, la fonction d'utilité semble loin de la réalité du processus de prise de décision et définir l'impact exact de nos choix sur notre niveau de satisfaction semble impossible. L'optimum atteint en Cm=Um semble loin des possibilités cognitives de l'être humain. À partir de ce postulat, la meilleure solution d'un individu peut différer de celle d'un autre.
Pour finir, dans leur livre Nudge: Improving Decisions about Health, Wealth, and Happiness Richard Thaler et Cass Sunstein critiquent le caractère infaillible et autonome des décisions individuelles dans le sens où elles peuvent être influencées, orientées par l'environnement dans lequel l'individu évolue. Nudge, "Coup de pouce" en français fait référence à ces incitations indirectes qui sont le résultat d'heuristiques de jugement ou de biais cognitif. L'individu ne semble donc pas aussi rationnel que les auteurs néoclassiques l'entendent.
La rationalité limitée peut cependant être vu comme un facilitateur de prise de décision, grâce notamment aux heuristiques.

### Développement
Les limites des théories néoclassiques décrites précédemment permettent de comprendre dans quel environnement évolue l’individu. Soumis à de nombreuses contraintes et exigences, ce dernier va avoir recours à des mécanismes mentaux qui peuvent être conscients ou inconscients. Ces derniers vont nous permettre, à base de raccourcis cognitifs, de réagir plus vite à une situation et vont faciliter notre prise de décision. Ces automatismes mentaux sont appelés des heuristiques et peuvent être la conséquence d’une accumulation d’expérience dans le domaine de l’entreprise ou du social. Cela peut relever de l’intuition mais peut être également le résultat d’une activité consciente de simplification des problèmes. Par conséquent, certains auteurs dont Gerd Gigerenzer pensent qu’ils sont utiles à la prise de décision. Cette partie s’attache donc à décrire les bienfaits, souvent ignorés, des heuristiques.
Cette notion a été développée par Amos Tversky et David Kanheman dans Judgment under Uncertainty: Heuristics and Biases, en 1974 puis en 1982. Dans la ligne de pensée d’Herbert Simon ces deux auteurs visualisent l’individu comme un être soumis à des émotions et prenant des décisions non rationnelles. En effet, la joie ou la tristesse d’un individu l’amèneraient à modifier ses choix et surpondérer certaines probabilités. C’est ce qu’ils appellent le « biais de représentativité ». D’après eux, les individus feraient preuve d’aversion aux pertes. En d’autres termes, une perte engendrerait une désutilité deux fois plus grande que l’utilité engendrée par un gain du même montant. En bref, l’individu pourrait être amené à faire de mauvais choix.
À travers “The adaptive Toolbox” et “Simple heuristic that make us smart”, Gerd Gigerenzer voit en ces heuristiques le moyen de prendre de bonnes décisions malgré les contraintes qui s’y rattachent. Il explique que l’individu fait face à des situations à risques et des situations d’incertitude. Si la première nécessite d’utiliser les modèles classiques par les quantités d’information qui entrent en jeu, la deuxième suggère d’utiliser les heuristiques. En effet, face à l’incertitude les probabilités et la logique ne permettent pas de prendre une décision compte tenu du manque d’information ou de temps de notre problème. Dans une de ses conférences, Gerd Gigerenzer utilise l’exemple du footballeur voulant déterminer la trajectoire du ballon. Face à ce problème, deux choix s’offrent à lui :
- Calculer la trajectoire de la balle. Il doit donc utiliser un modèle mathématique complexe et le résoudre dans un temps très bref. Cependant le nombre de variables incertaines (vitesse du vent, rotation de la balle, force de la frappe) est immense. La résolution, compte tenu de notre limitation cognitive, est quasi impossible.
- "Fixer la balle et adapter sa course de sorte que l'angle de vue reste constant" selon les paroles de Gerd Gigerenzer. En fait, si notre course est parfaite, la balle devrait paraître relativement immobile dans les airs.

Compte tenu de la contrainte de temps, il semble évident que les footballeurs choisiront la deuxième option. Ici, les heuristiques inconscientes ont permis à un agent de résoudre un problème complexe de manière très simple et ce en réduisant le nombre de variables à prendre en compte. « The less is more effect ». Autrement dit, une solution simple est la plus adaptée face à certains problèmes complexes.
Cependant, les heuristiques peuvent être mobilisées telles des outils. En cela, ce sont des mécanismes conscients. Dans “Simple heuristic that make us smart” Gerd Gigerenzer et Peter M.Todd utilisent l’exemple du diagnostic médical à la suite d’une crise cardiaque. Afin de prendre une décision optimale et « rationnelle », il faudrait récolter et recouper dix-neuf variables quantitatives, ce qui demande du temps. Or, face à l’urgence le médecin doit prendre une décision rapidement. C’est pourquoi l’hôpital a réduit le problème à trois variables dont l’âge et la tension sanguine. Le niveau de risque étant déterminé selon un montant seuil propre à chaque variable. Avec une simple réponse binaire (oui/non) le diagnostic est établi.
Les heuristiques de jugement nous permettent donc, sous incertitude, de prendre de bonnes décisions compte tenu des contraintes de notre environnement. Ils nous permettent d’agir rapidement et avec peu d’information. Au contraire, face à des problèmes génériques et à risque, les modèles mathématiques et probabilistes semblent être plus efficaces. En soi, les différents modèles de rationalité sont complémentaires.

### Illustration au sein des organisations
Les heuristiques peuvent se manifester sous forme d’intuitions et se renforcer avec l’expérience. Le dicton « Follow your gut » n’est pas mauvais en soi mais est au contraire vecteur à la réussite d’une entreprise. Malheureusement, la performance d’un manager étant évaluée à l’atteinte des objectifs, ce dernier va chercher à légitimer les bons résultats ou nuancer les mauvais par l’utilisation des modèles classiques et des outils en tout genre. Plus que la peur des intuitions, c’est la peur de l’échec qui limite la performance des entreprises.
Simon va développer à partir des hypothèses des courants néo-classiques une construction éthologique du processus de décision dans l’entreprise et focalise ce processus sur l’acteur et non plus sur l’hypothèse de la main invisible de la concurrence. Il propose deux « déblocages » de la conception de l’entreprise comme lieu privilégié de la décision rationnelle :

#### Premier déblocage
Le comportement humain est induit par l'information. L'acteur réagit aux stimuli informationnels.
Au sein de l'entreprise, le fonctionnement dépend de la position relative des acteurs. Le manager qui décide influe sur l’exécutant pour qu'il agisse de façon efficace et coordonnée. C'est un comportement qualifié d’administratif. C'est le résultat d'un choix des acteurs selon leur place dans l’organisation. Les choix ne sont pas raisonnés, mais procéduraux et choisir une action implique une renonciation à une autre action. C'est un processus de sélection dit « réflexe ». Les actions ne sont pas guidées par une pensée rationnelle mais par l'habitude, l'ethos. L'Homme n’est pas considéré comme un individu, un sujet, mais comme un acteur.

#### Deuxième déblocage
Puisque la rationalité de l’individu est limitée, l’organisation doit aider et soutenir la pensée de l'individu.
- L’acteur doit être immergé dans une boucle information/décision pour ne rien laisser passer et pour pouvoir décider ;
- L’information doit être organisée car son accès est limité sur le marché.

La réflexion de l’acteur est limitée par son environnement qui conditionne sa décision. Le problème se construit en même temps que l’acteur le résout. Chacun se détermine en fonction de ce qu’il imagine être la stratégie de l’autre.
La connaissance de toutes les options étant impossible, l’acteur ne doit pas rechercher une solution optimale mais satisfaisante. La décision sera prise par rapport aux options connues, donc le résultat de la décision influencera l’environnement.
La rationalité individuelle est limitée par les habitudes et les réflexes, les valeurs, la perception du contexte, la conception des objectifs à atteindre, l’étendue des connaissances et informations. Il ne peut être rationnel au regard des buts de l’organisation que s’il est capable d’y arriver par sa propre voie, en ayant une connaissance claire des buts de l’organisation et une information claire des conditions de ses actions.

#### Utilisation du concept en sociologie des organisations
En définissant l'acteur stratégique comme pouvant être individuel ou collectif, Crozier et Friedberg posent que son comportement peut être expliqué par le calcul rationnel qu'il fait dans sa situation (telle qu'il la perçoit ou ce dont il a conscience) en fonction de "gains" qu'il escompte (c'est-à-dire ce qu'il peut gagner, ce qu'il peut en tirer). Son comportement au sein d'un système organisé défini par les interactions obligées avec d'autres acteurs, a par conséquent du sens même si les autres acteurs peuvent ne pas voir ou comprendre ce sens. Des comportements peuvent même paraître "irrationnels" mais c'est parce que les autres acteurs n'ont pas les clés pour comprendre les objectifs (parfois cachés) de l'acteur.

## Apports des outils informatiques et systèmes d’aide à la décision
Face aux différentes contraintes (mémoire à court terme faible, mémoire à long terme peu fiable, biais cognitifs, limites économiques, limites temporelles, …) compliquant la prise de décision rationnelle et donc non optimale, l’apparition des ordinateurs a, en partie, rendu possible le dépassement de ces limites. En effet, dès le milieu des années 1950, le développement des outils informatiques a permis de surpasser les limites humaines en termes de stockage et de traitement de l’information.
Grâce à l’informatique, les procédures de prise de décision peuvent ainsi être codées via des algorithmes de calculs et des heuristiques. À ce sujet, Edward Tsang soutient notamment que la rationalité effective d'un agent est déterminée par son intelligence informatique ("computational intelligence").
Face à des situations et des environnements de plus en plus complexes, couplés à une multiplicité de facteurs et des délais réduits pour les décideurs, le rôle de l’informatique est devenu stratégique en termes d’aide à la décision. Depuis les années 1970, les systèmes informatiques d’aide à la décision (SIAD), en anglais « decision support system », se sont considérablement développés. Ces systèmes d’aides à la décision ont été initialement définis comme des "systèmes informatiques interactifs aidant les décideurs à utiliser les données et les modèles pour résoudre des problèmes non structurés" (Scott Morton, 1971).
Les SIAD sont des systèmes d'information, ayant pour but l'aide à la résolution de problèmes et à la prise de décision. Ils sont composés de bases de données, de modèles et d’outils spécialisés dans la gestion et l’analyse de données.
Les outils du décisionnel ont ensuite connu une évolution continue avec l’apparition de différents concepts :
- Intelligence artificielle : L’intelligence artificielle combine des algorithmes qui repèrent des modèles, des cycles dans les données observées et à terme les prédire. Dans leur étude sur la rationalité limitée Tshilidzi Marwala et Evan Hurwitz ont observé que les progrès de la technologie (telles que la puissance de traitement informatique, l'intelligence artificielle et l'analyse de grandes données) repoussent les limites de la rationalité dans la prise de décision. Selon cette théorie, l'intelligence artificielle est utilisée pour compléter les informations manquantes et ainsi prendre des décisions plus cohérentes[11].
- Informatique décisionnelle (Business Intelligence) : L'informatique décisionnelle est fondée sur l'exploitation d'un système d'information décisionnel qui est alimenté grâce à l'extraction de diverses données telles que des données économiques, des données de production mais également des informations sur l'entreprise et son environnement.
- Big data : Plus récemment, avec l’explosion quantitative des données numériques, le concept de Big Data s’est révélé être un puissant outil d’aide à la décision à la fois tant dans la gestion que dans l’élaboration de stratégies. Le Big Data sert à analyser des données massives et multi structurées, et permet grâce à l’application de lois statistiques, de tirer des principes généraux de l’étude d’un simple échantillon et donc de jouer un rôle prédictif.